# 고비큰갈색박쥐
 고비큰갈색박쥐(Eptesicus gobiensis)는 애기박쥐과에 속하는 박쥐의 일종이다. 아프가니스탄과 중국, 인도, 몽골, 파키스탄 그리고 러시아에서 발견된다.

## 아종
- 보브린스키문둥이박쥐 (E. g. bobrinskoi) Kuzyakin, 1935 - 별도의 종 보브린스키문둥이박쥐(E. bobrinskoi)로 분류하기도 함.
- E. g. centrasiaticus Bobrinskii, 1926
- 고비큰갈색박쥐 (E. g. gobiensis) Bobrinskii, 1926
- E. g. kashgaricus Bobrinskii, 1926